# Институт международных отношений МИД Туркменистана
Институт международных отношений Министерства Иностранных Дел Туркменистана (ИМО) (туркм. Türkmenistanyň DIM-niň Halkara gatnaşyklary instituty) — один из ведущих туркменских вузов, который готовит специалистов по следующим направлениям:международные отношения и дипломатия, международное право, международные экономические отношения  и международная журналистика.
Ректор института — Гурбангельдыев Джумамурад Шамурадович.

## История
20 марта 2008 года Указом Президента Туркменистана Гурбангулы Бердымухамедова был создан Институт Международных отношений Министерства иностранных дел Туркменистана. По состоянию на 2013 год в институте обучается около 280 студентов , которые получают высшее образование по четырем специальностям: международные отношения и дипломатия, международное право, международные экономические отношения и Международная журналистика».

## Новое здание
Новое здание открылось 1 сентября 2011 года на пересечении улиц Галкыныш и Андалиба. Высшая школа дипломатии соседствует со зданием географического факультета ТГУ имени Махтумкули и Международным университетом  гуманитарных наук и развития. Новый корпус состоит из пяти блоков, четырехэтажные здания административного и учебного корпусов, общежития на 250 мест. На территории нового корпуса имеется так же крытый спорткомплекс общей площадью свыше двух с половиной тысяч квадратных метров. В административном корпусе нового вузовского городка оборудован великолепный актовый зал на 500 мест, а также протокольный и конференц-залы, музей, выставочный центр, библиотека, в книжном фонде которой более 60 тыс. томов, а также мультимедийные читальные залы, кафе и столовые, медпункт. Общая площадь комплекса составляет 31 532 кв.метра.
Стоимость комплекса зданий института построенного французской компанией «Буиг Туркмен» — 80 миллионов долларов США.

## Структура

### Специальности
- Международные отношения и дипломатия
- Международное право
- Международные экономические отношения
- Международная журналистика

#### Кафедры
- международных отношений
- международного права и сравнительного правоведения
- международных экономических отношений
- мировых языков
- международной журналистики
- наук изучения общества